# Melinda O. Fee
Melinda O. Fee, född 7 oktober 1942 i Los Angeles, USA, död 24 mars 2020, var en amerikansk skådespelare som var med i några filmer TV-serier.
Bland hennes mer kända roller märks hennes roll i Den osynlige mannen från 1975.
Som yngre studerade Melinda O. Fee på Uppsala universitet.